# Le Paradis (film 1914)
Le Paradis è un film del 1914 diretto da Gaston Leprieur.
Il soggetto è tratto da un’opera teatrale di Maurice Hennequin .

## Trama
Sosthène Pontbichot e signora si recano dalla provincia a Parigi con la figlia Jeanne, col preciso intento di trovarle un marito. Ma Sosthène ha anche l’intendimento, una volta nella capitale, di darsi alla bella vita: per questo vuole che il suo futuro genero abbia un’amante, che egli intende evidentemente “rilevare”.
Un pittore, di nome nientedimeno che Delacroix, chiede la mano di Jeanne, e, per venire incontro alle pretese del futuro suocero, fa passare per sua amante la vicina di casa Claire Taupin (dietro lauto esborso corrisposto al barone Fléchard, avido contabile di Claire), che in realtà è fidanzata al domatore Crick.
Anche Grésillon, un amico di famiglia dei Pontbichot, per quanto coniugato, è invaghito di Claire, e le compiega periodicamente corposi assegni. Ne nasce una fantasmagorica serie di equivoci alla quale mette fine Crick facendo intervenire i propri leoni.
Sosthène e Delacroix riescono a sottrarsi alla cattiva luce nella quale sono caduti presso Jeanne e la madre solo pagando profumatamente, di nuovo, Fléchard. Segue il felice matrimonio di Jeanne e Delacroix.